# Andrew Barron
Andrew Barron (Invercargill, 1980. december 24.) új-zélandi válogatott labdarúgó.

## Válogatott
| Válogatott | Szezon   | Mérkőzés | Gól |
| ---------- | -------- | -------- | --- |
| Új-Zéland  | 2006     | 1        | 0   |
| Új-Zéland  | 2007     | 2        | 0   |
| Új-Zéland  | 2008     | 0        | 0   |
| Új-Zéland  | 2009     | 2        | 0   |
| Új-Zéland  | 2010     | 2        | 0   |
| Összesen   | Összesen | 7        | 0   |